# Java远程方法协议
Java远程方法协议（英語：Java Remote Method Protocol，JRMP）是特定于Java技术的、用于查找和引用远程对象的协议。这是运行在Java远程方法调用（RMI）之下、TCP/IP之上的线路层协议。

## 详情
JRMP是一个Java特有的、适用于Java之间远程调用的基于流的协议，要求客户端和服务器上都使用Java对象。
RMI-IIOP是另一种协议，它把Java对象暴露给CORBA的ORB。